# Saint-Jean-Soleymieux
Saint-Jean-Soleymieux es una comuna francesa situada en el departamento de Loira, en la región Auvernia-Ródano-Alpes.

## Demografía
| 627 | 584 | 548 | 581 | 683 | 726 | 859 |
| Para los censos de 1962 a 1999 la población legal corresponde a la población sin duplicidades (Fuente: INSEE [Consultar]) |     |     |     |     |     |     |